# Endorfina

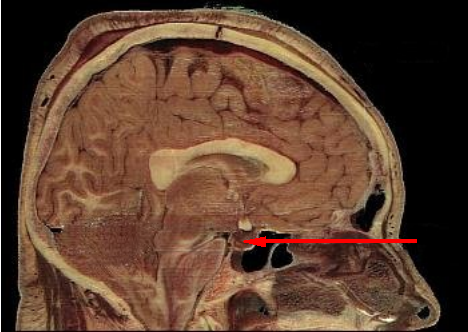
La glàndula pituitària s'encarrega de la producció d'endorfines

Una endorfina és un pèptid opioide endogen que fa la funció de neurotransmissor. És produït per la glàndula pituïtària i per l'hipotàlem durant l'exercici, en moments d'excitació i de dolor, durant la ingesta d'aliments picants i també amb l'amor i l'orgasme. S'assemblen als opiacis pel fet que produeixen efectes analgèsics i causen una sensació de benestar.
El terme "endorfina" engloba l'activitat farmacològica d'un grup de substàncies (anàloga a l'activitat del grup dels corticoides) i no una fórmula química específica. El terme està compost per dos parts: "endo" i "orfina"; són arrels que deriven d'endògena i morfina, ja que s'entenen com a "substàncies semblants a la morfina produïdes pel mateix organisme."
En anglès, el terme "endorphin rush" (que podria ser equivalent a "ràfega d'endorfines") s'utilitza en llenguatge col·loquial per referir-se a la sensació d'eufòria produïda per dolor, perill o altres formes d'estrès que, suposadament, són causades per la influència de les endorfines. Quan un impuls nerviós arriba a la medul·la espinal, s'alliberen les endorfines i impedeixen que les cèl·lules nervioses enviïn més senyals de dolor. Immediatament després d'una lesió, les endorfines fan que els animals experimentin una sensació de poder i control sobre ells mateixos que els permet persistir en l'activitat que estan duent a terme.

## Història
Els neuropèptids opioides van ser descoberts el 1974 per dos grups independents d'investigadors:
- John Hughes i Hans Kosterlitz (Escòcia) van aïllar els cervells d'un porc el que van anomenar encefalines.[6][7]
- Rabi Simantov i Salomon H. Snyder (Estats Units) van trobar,[8] en el cervell d'un vedell, el que Eric Simon (que va descobrir els receptors d'opiacis en el cervell) va anomenar "endorfines", que literalment vol dir "morfina produïda pel cos". S'ha de tenir en compte que estudis recents han demostrat que determinats teixits d'alguns animals són capaços de produir morfina que, a diferència de les endorfines, no és un pèptid.[9][10]

## Mecanismes d'acció
La β-endorfina és alliberada a la sang des de la glàndula pituïtària i a la medul·la espinal des de les neurones de l'hipotàlem. La β-endorfina que s'allibera a la sang no pot entrar al cervell en grans quantitats a causa de la barrera hematoencefàlica, fet que fa que la β-endorfina que pot ser mesurada a la sang no ens aporti una informació clara. Aquesta substància és un producte de la proopiomelanocortina (POMC), que també és precursora de l'hormona adrenocorticotròfica (ACTH). Els efectes en el comportament de la β-endorfina es deuen a la seva acció en el cervell i en la medul·la espinal i, probablement, les neurones de l'hipotàlem són la principal font de β-endorfina que tenen. En situacions en què el nivell de ACTH és elevat (com per exemple en la síndrome de Cushing, el nivell d'endorfines també augmenta lleugerament.
La β-endorfina té la major afinitat pel receptor d'opiacis μ1, una mica menys per als receptors μ2 i δ, i baixa afinitat pel receptor κ1. Els receptors d'opiacis μ són els principals receptors on actua la morfina. Tradicionalment, els receptors μ són presinàptics i inhibeixen l'alliberament de neurotransmissors. Tot i aquest mecanisme, inhibeixen l'alliberament del neurotransmissor inhibidor GABA i activen les vies de la dopamina, fet que fa que hi hagi més quantitat d'aquesta substància per a ser alliberada. Aturant aquest procés, els opiacis exògens causen un alliberament de dopamina inadequat que porta a una gran plasticitat sinàptica, fet que produeix l'addicció a aquestes substàncies exògenes.
Els receptors d'opiacis tenen altres funcions (fins i tot més importants) al cervell i a la perifèria, com per exemple modular el dolor, les funcions cardíaques, gàstriques i vasculars, o fins i tot el pànic i la sacietat. Sovint, aquests receptors poden estar localitzats tant en llocs postsinàptics com presinàptics.

## Activitat
Els científics no es posen d'acord amb el fet de si activitats específiques alliberen quantitats mesurables d'endorfines. La majoria de dades que tenim provenen de models fets amb animals que no són rellevants en el cas dels humans. Els estudis fets amb humans, sovint mesuren els nivells d'endorfines en el plasma, que no corresponen necessàriament als nivells en el sistema nerviós central. Altres estudis utilitzen substàncies (normalment naloxona) per a mesurar indirectament l'alliberament d'endorfines. Això es fa observant els canvis que es produeixen si es bloqueja l'activitat d'una endorfina que hauria d'estar present.
La capsaïcina (la substància que es troba als bitxos) també ha estat utilitzada per estimular la producció d'endorfines. A més, ha estat utilitzada com a tractament per a certs tipus de dolor crònic.

## Runner's high
Un altre efecte de la producció endorfines molt esmentat és el que en anglès s'anomena runner's high (no existeix una traducció consensuada, i de vegades se l'anomena efecte del corredor, exaltació del corredor... tot i que el més freqüent és utilitzar el terme en anglès), que succeeix quan una persona que fa un exercici esgotador arriba al seu límit i això activa la producció d'endorfines. Les endorfines són alliberades durant entrenaments llargs i continus, quan el nivell d'intensitat és entre moderat i elevat, i la respiració és dificultosa. Això correspon al període en què els músculs utilitzen fins i tot les seves reserves de glicogen. Durant l'alliberament d'endorfines la persona pot estar exposada a dany corporal produït per l'extenuació fins a superar el seu límit físic. Això significa que un corredor pot continuar corrent tot i el dolor, superant contínuament el que havien considerat el seu límit.
El 2008, investigadors alemanys van fer un estudi sobre el mecanisme que causa l'efecte runner's high. Utilitzant la tomografia per emissió de positrons (TEP) combinada amb productes químics descoberts recentment que detecten la presència d'endorfines al cervell, van poder comparar els nivells dels corredors abans i després de l'exercici. Als esportistes que van ser contractats per a l'estudi se’ls va dir que l'estudi era sobre els receptors d'opiacis, i no se’ls va explicar que s'estudiarien els nivells d'endorfines per intentar trobar explicació a l'efecte esmentat.
Abans i després de dues hores de cursa, es van mesurar les diferents variables estudiades i es va fer a tots els participants un test psicològic. De les dades obtingudes en l'estudi, es va concloure que les endorfines són produïdes durant l'exercici i es concentren en les àrees del cervell associades a les emocions (àrea límbica i àrea prefrontal).
Alguns investigadors, però, consideren que les endorfines no són l'única substància que contribueix a l'efecte runner's high. Algunes de les substàncies candidates a participar en l'efecte són l'epinefrina, la serotonina o la dopamina.
Estudis de començaments dels anys 80 posen en dubte la relació entre les endorfines i l'efecte del corredor per les raons següents:
- Quan es proporciona un inhibidor de la síntesi d'endorfines, com per exemple naloxona o naltrexona, es produeixen els mateixos canvis en el comportament que quan la persona fa l'exercici sense l'inhibidor.
- El 2003, un estudi fet per l'institut Georgia Tech va descobrir que l'efecte pot ser causat per una altra substància produïda de manera natural, l'anandamida.[14][15] Els autors de l'estudi digueren que el cos produeix aquesta substància per fer front a l'estrès prolongat i al dolor provocat per l'exercici esgotador, una teoria similar a la que hem esmentat per a les endorfines. Tot i això, l'alliberament d'anandamida no es va poder relacionar amb els efectes cognitius del runner's high; això pot voler dir que no està relacionat amb l'efecte de manera significativa.

## Relaxació
El 2003, investigacions clíniques van provar que la relaxació profunda d'una persona en un tanc de flotació (aparell ple d'aigua extra-saturada de sals de la mida d'una persona) desencadena la producció d'endorfines. Això explica l'alleugeriment del dolor durant les sessions.

## Acupuntura
El 1999, es va comprovar el mateix efecte quan s'insereixen agulles d'acupuntura en determinades parts del cos. Un altre estudi va provar que els pacients incrementaven el nivell d'endorfines després de sotmetre's a un tractament d'acupuntura. A més, la naxolona sí que bloquejava els efectes per alleugerir el dolor de l'acupuntura.

## Embaràs
Un teixit de la placenta d'origen fetal excreta beta-endorfines a la sang de la mare des del tercer mes d'embaràs. Un estudi recent proposa que aquest fenomen és fruit de l'evolució adaptativa. Els autors argumenten que amb aquest alliberament d'endorfines el fetus fa que la seva mare esdevingui dependent d'aquesta substància de tal manera que s'augmenta el nombre de nutrients que van a la placenta. La seva hipòtesi prediu el següent:
- La producció d'aquestes endorfines pot tenir un paper rellevant en el conflicte entre el fetus i la mare.
- Els nivells d'endorfines tenen relació amb la capacitat de transportar nutrients per part del sistema sanguini de la mare.
- Els símptomes postpart (com per exemple la depressió postpart) en els humans són efectes secundaris d'aquest mecanisme, ja que després del part desapareix aquest subministrament d'endorfines.
- Poc després del part, la placentofàgia podria tenir un paper d'adaptació per a disminuir els efectes d'aquesta manca d'endorfines.
- Més tard, durant el període de lactància la glàndula pituïtària secreta endorfines que fan que els símptomes disminueixin.

Sembla que aquestes hipòtesis han estat secundades per dades empíriques.